# Řecko-turecká válka (1897)
„Ostuda roku 1897“ neboli řecko-turecká válka byla bitva o ostrov Kréta, která začala roku 1896 povstáním na Krétě.
Kréťané se proti nadvládě Turků pravidelně bouřili a toto povstání začalo roku 1896. Pevninské Řecko a král Jiří I. Řecký podporovali povstání, posílali na Krétu zbraně a mnoho dobrovolníků tam odjíždělo, aby pomohli Kréťanům v boji proti turecké nadvládě. Tentýž rok se v Řecku konaly první novodobé LOH 1896. Řecko se cítilo mocné a nepřemožitelné a tak král Jiří I. Řecký poslal na Krétu svého syna, prince Jiřího, aby se zmocnil ostrova. Turci ovšem Krétu nechtěli dobrovolně vydat a tak probíhaly boje mezi posádkou prince Jiřího a Turky. Turecko se dovolávalo svých práv a žádalo Řeky, aby Krétu opustili. Řekové odmítli vzdát se Kréty a tak jim Turecko vyhlásilo válku.
Řecko mělo zastaralou armádu, staré vybavení, nedisciplinovanost a armádě chyběla praxe v boji – nebyli připraveni čelit vyspělé turecké armádě. V dubnu 1897 Turecko zaútočilo, Řekové neměli šanci ubránit se a proto Turecku nic nebránilo v postupu, řecká armáda musela ustupovat. Řecko zjistilo, že není nepřemožitelné a v květnu požádalo o příměří.
Za Řeky se přimluvilo Rusko a jenom díky němu nepřišlo Řecko o svá území, ale už se nevyhnulo placení reparací Turkům. Kréta se stala o něco málo více samostatnou. Tato válka měla neblahý dopad na řecké hospodářství – Velká Británie jako velmoc převzala řecké ministerstvo financí a dohlížela na splácení reparací Turecku. Ani pro společnost tato situace nevypadala dobře, mnoho Řeků opustilo své domovy a odešlo do zahraničí. Obyvatelstvo bylo natolik nespokojené, že se pokusilo o atentát na krále.

## Galerie

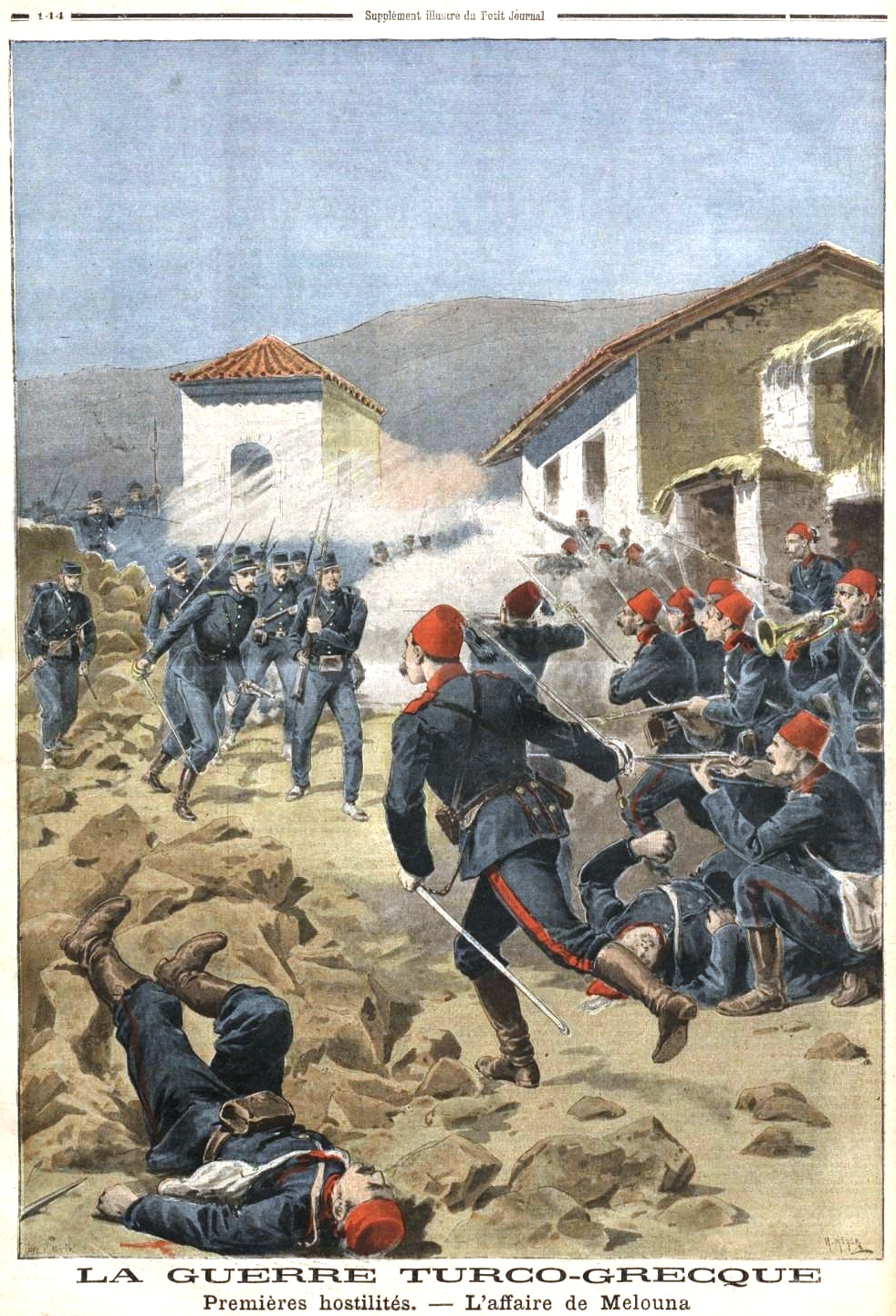
První potyčky na hraničním přechodu Melouna
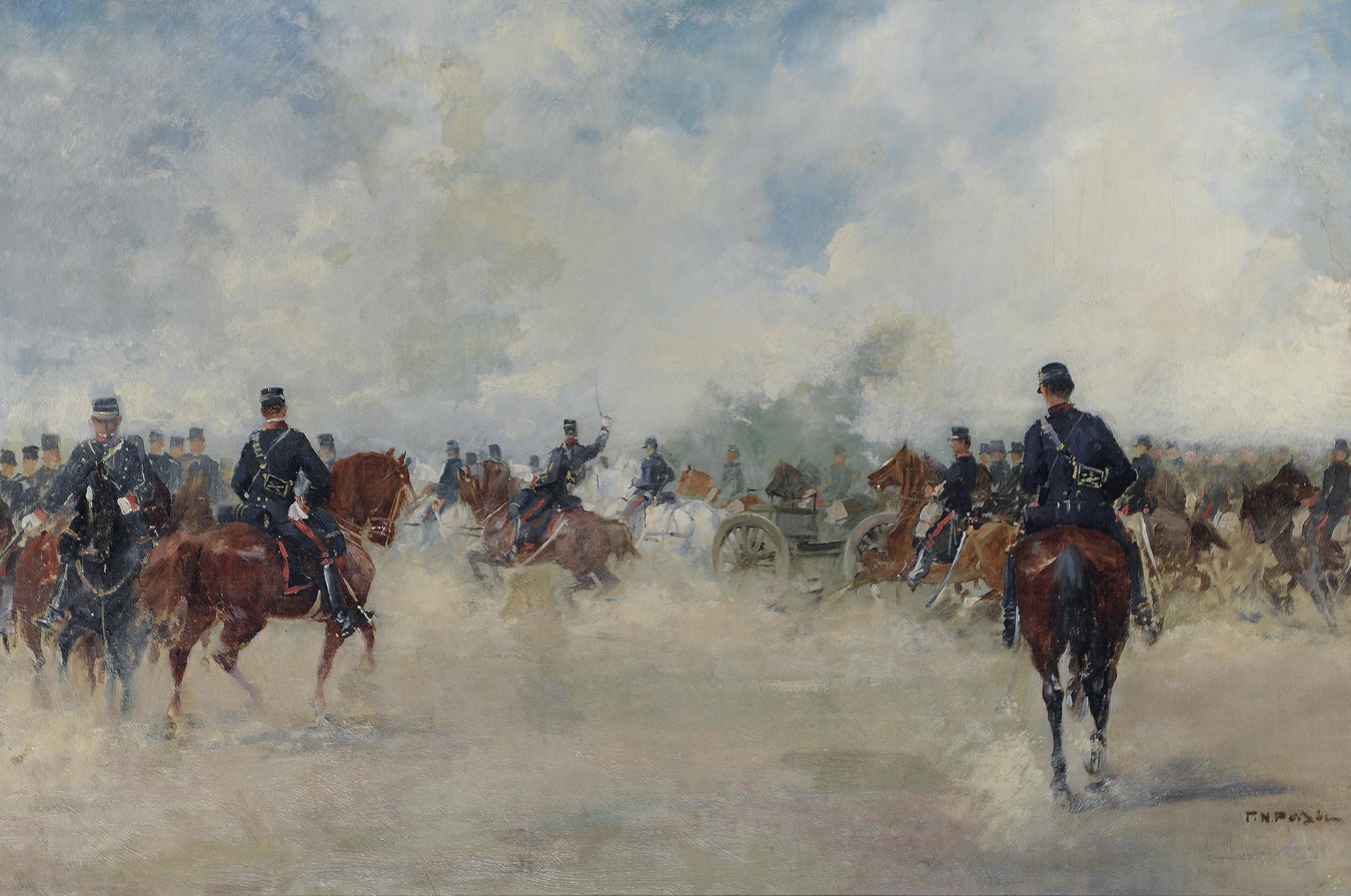
Řecká jízda při bitvě o Farsalu
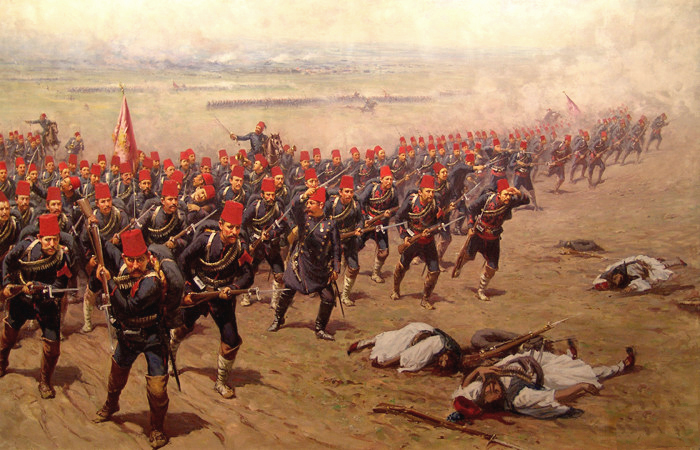
Malba bitvy o Domekos
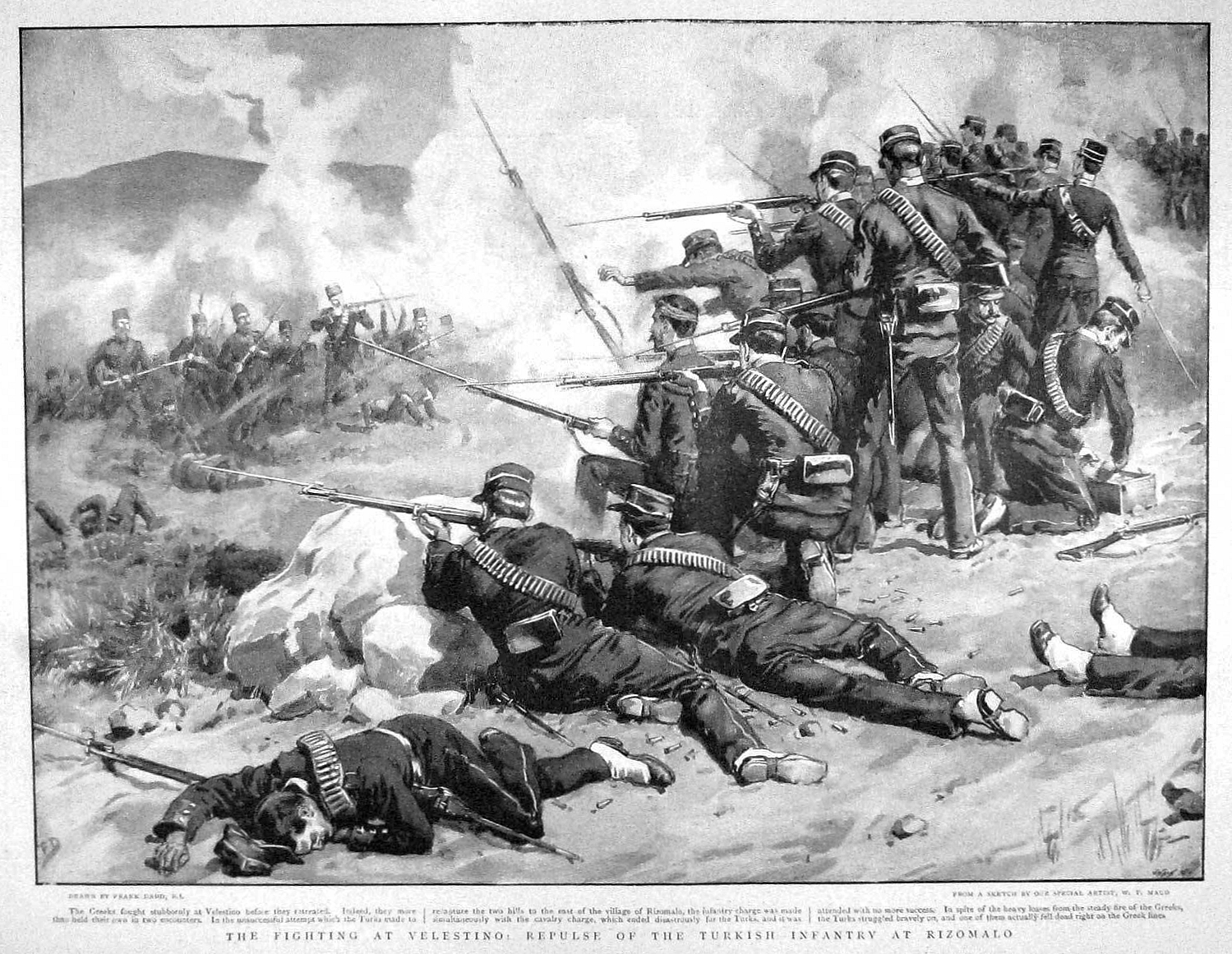
Přestřelka mezi Řeky a Osmany u Rizomala